# سفين هابرمان
سفين هابرمان هو لاعب كرة قدم كندي في مركز حراسة المرمى، ولد في 3 نوفمبر 1961 في برلين في ألمانيا. شارك مع منتخب كندا لكرة القدم. أما مع النوادي، فقد لعب مع تورونتو بليزارد وفانكوفر وايتكابس.

## وصلات خارجية
- سفين هابرمان على موقع قاعدة بيانات كرة القدم.إي يو (الإنجليزية)
- سفين هابرمان على موقع ناشيونال فوتبول تيمز (الإنجليزية)
- سفين هابرمان على موقع اللجنة الأولمبية الدولية (الإنجليزية)
- سفين هابرمان على موقع أوليمبيديا (الإنجليزية)
- سفين هابرمان على موقع اللجنة الأولمبية الكندية (الإنجليزية)